# 大西洋大道 (紐約市)

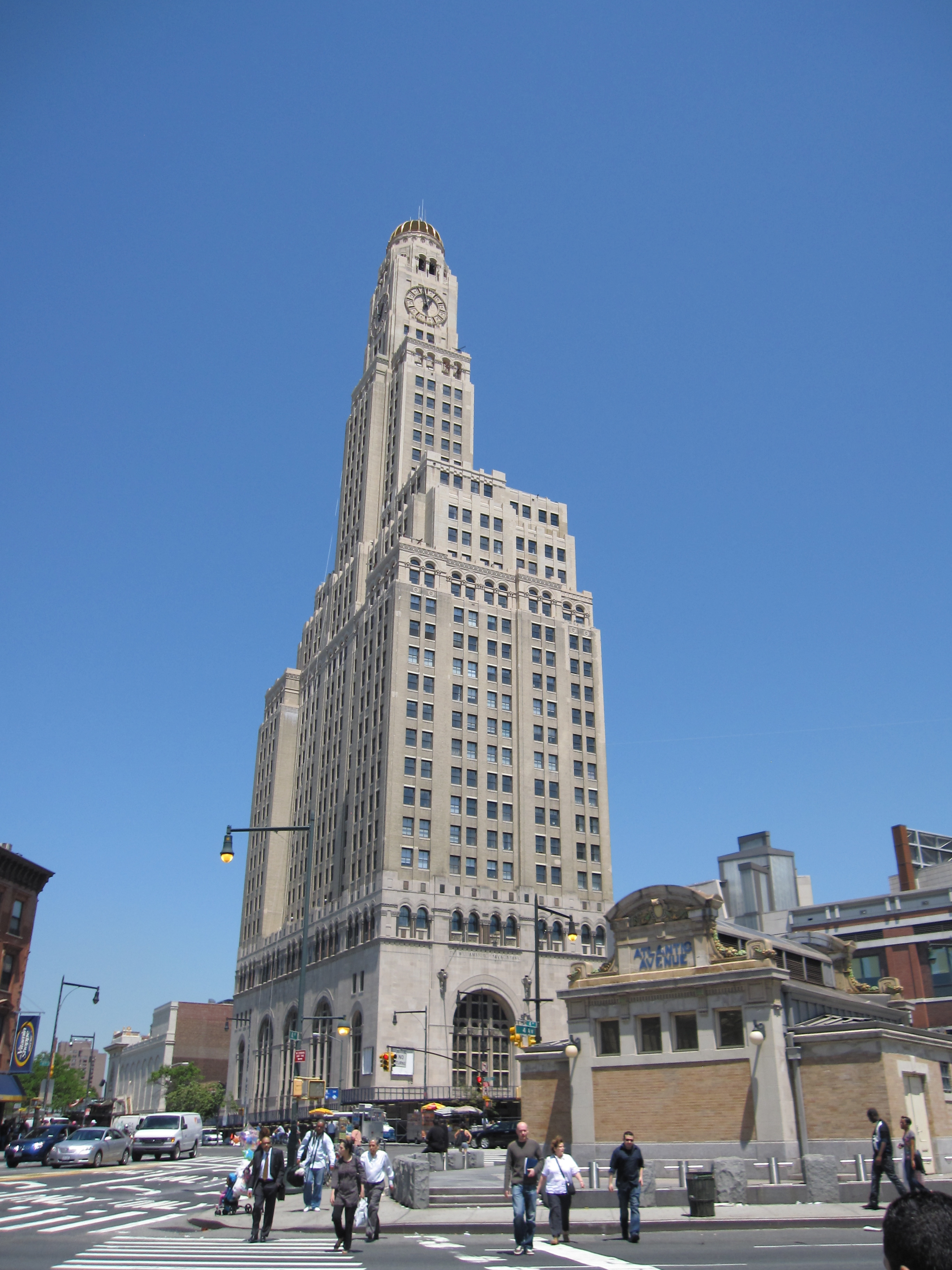
废弃的大西洋大道地铁站，后方为Williamsburgh储蓄银行大厦

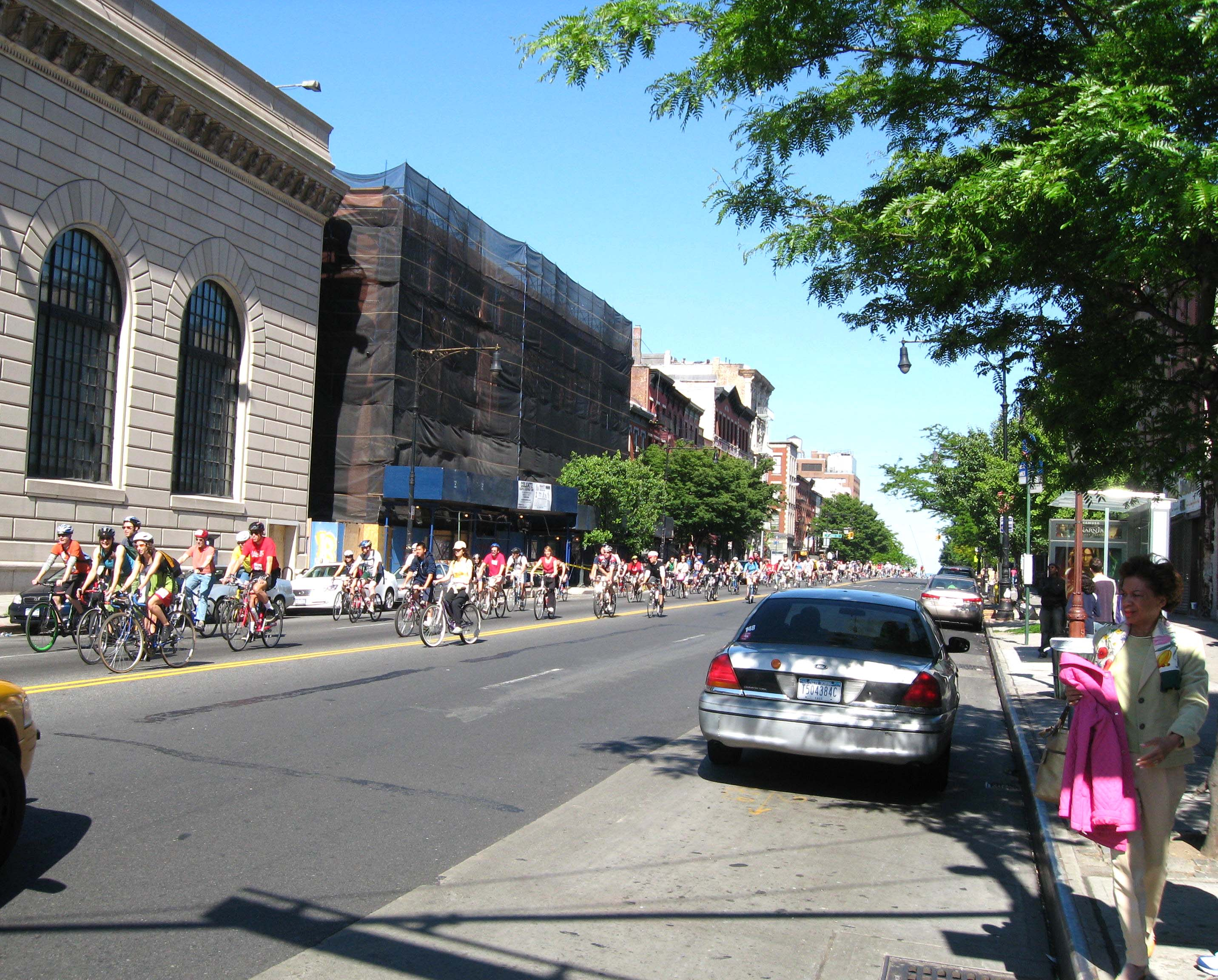
鹅卵石山

大西洋大道（英語：Atlantic Avenue）是纽约市的一条重要街道，跨布鲁克林区和皇后区。它西起布鲁克林的东河之滨，东到皇后区的牙买加。大西洋大道在布鲁克林区内，主要平行于富尔顿街，为前景高地和格林堡，以及贝德福德和皇冠高地等街区之间的边界。
大西洋大道是唯一的东西横贯整个布鲁克林的街道。
在布鲁克林区，南码头海滨地区长期以来一直以古董店和阿拉伯社区著称，拥有清真寺和中东餐馆。大西洋大道向东延伸，分开了布鲁克林高地和鹅卵石山两个街区，并通过布鲁克林市中心附近的Boerum Hill。大西洋大道的这一段是每年十月初的大西洋集市的举行地点，当地人和外来的商人和艺术家都会参加。
大西洋大道、弗拉特布什大道和第四大道三大干道的交会处称为时代广场，在这里，小商店、餐馆、教堂和精品店让位给大西洋码头，在此9条地铁线汇聚于大西洋大道-巴克萊中心車站。该区域拥有宏伟的建筑，由从前的工厂改建，现在包括大西洋购物中心和大西洋码头商城。
大西洋大道从布鲁克林码头到范·威克高速公路长达英里，使之成为布鲁克林最长的街道之一。 

## 交通
纽约市巴士Q24路、B63路、B61路、B65路均经过大西洋大道。纽约地铁L线在此设站。长岛铁路的大西洋支线在这条街上设有三个站：弗拉特布什大道、诺斯特兰大道和东纽约。 